# 柳本飛行場

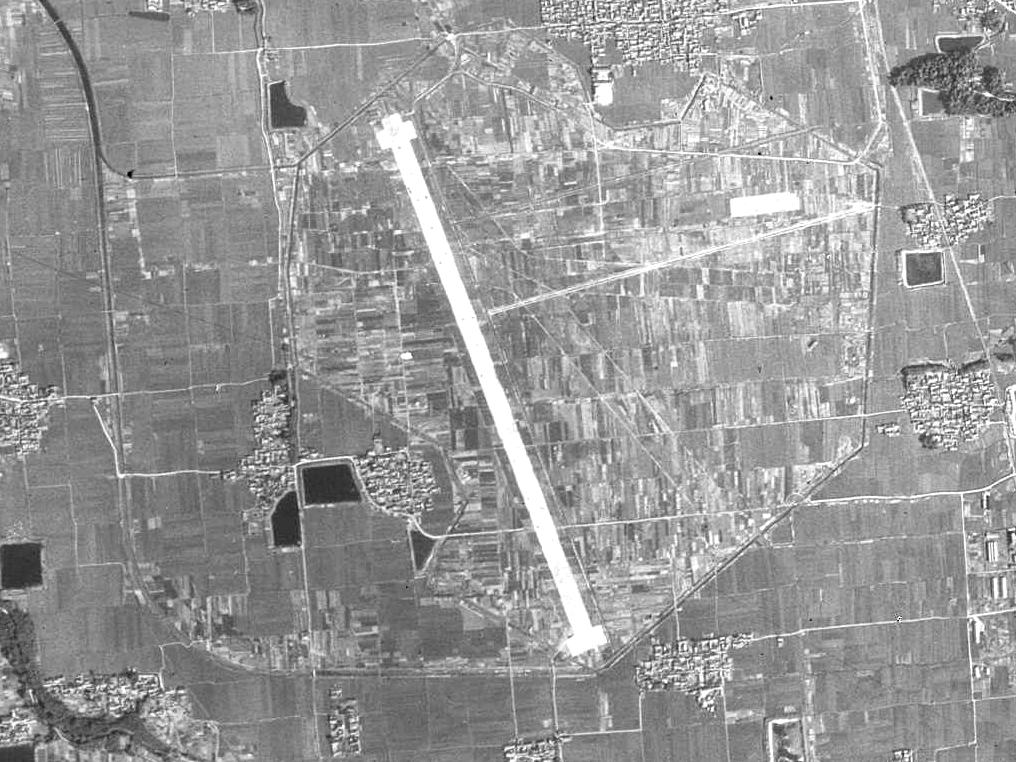
柳本飛行場（大和基地）の空中写真（1947年）
＜磯城郡柳本町、現・天理市＞

柳本飛行場（やなぎもとひこうじょう）は、かつて奈良県磯城郡柳本町（のちの天理市長柄町、岸田町）に存在していた大日本帝国海軍の飛行場である。正式名称は大和海軍航空隊大和基地。

## 概要
帝国海軍の航空基地であり、大和海軍航空隊、近畿海軍航空隊司令部が置かれていた。

## 沿革
当初は海軍飛行予科練習生（予科練）教育航空隊である奈良海軍航空隊用として計画されたが、供用が開始されたのは既に戦局が悪化した1945年（昭和20年）2月初旬のことである。戦後は米軍に接収されたが、接収終了後は農地に戻された。土地改良によって痕跡は薄れてはいるが、防空壕などの付帯設備の残骸が周辺各地に残っている。2025年、天理市は防空壕と周辺の土地を購入し、進入路や駐車場を整備する方針を明らかにした。

### 年表
- 1943年（昭和18年） - 予科練教育用として計画開始。
- 1944年（昭和19年）
  - 6月 - 本格的な建設工事を開始。
- 1945年（昭和20年）
  - 2月初旬 - 滑走路１本をはじめとする基地施設が概成。
  - 2月11日 - 第二美保航空隊が本基地へ移転し、大和海軍航空隊として開隊。
  - 終戦後 - 米軍により接収。